# 佳水院站
佳水院站（：／ Gasuwon yeok */?）是湖南線沿線的一座鐵路車站，位於韓國大田广域市西區佳水院洞，由西大田站管理。

## 历史
- 1912年2月20日 - 落成使用。

## 图片

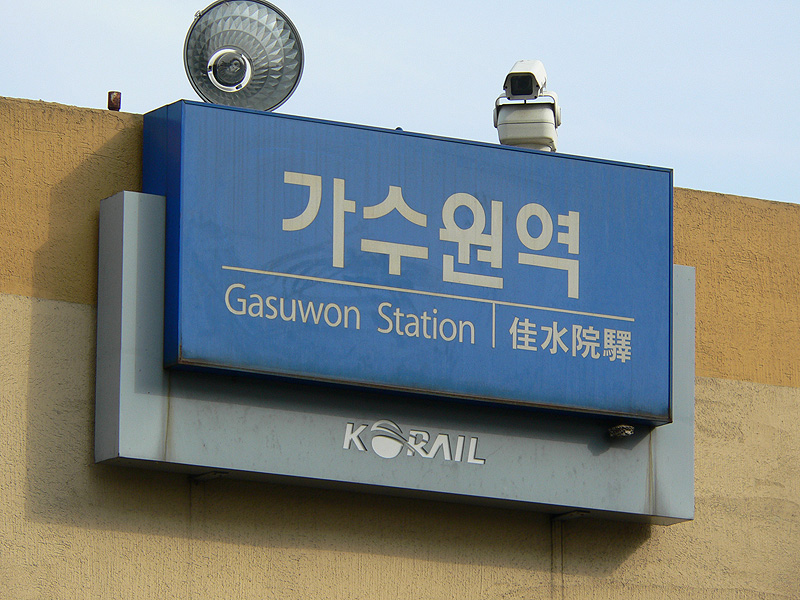
车站站牌
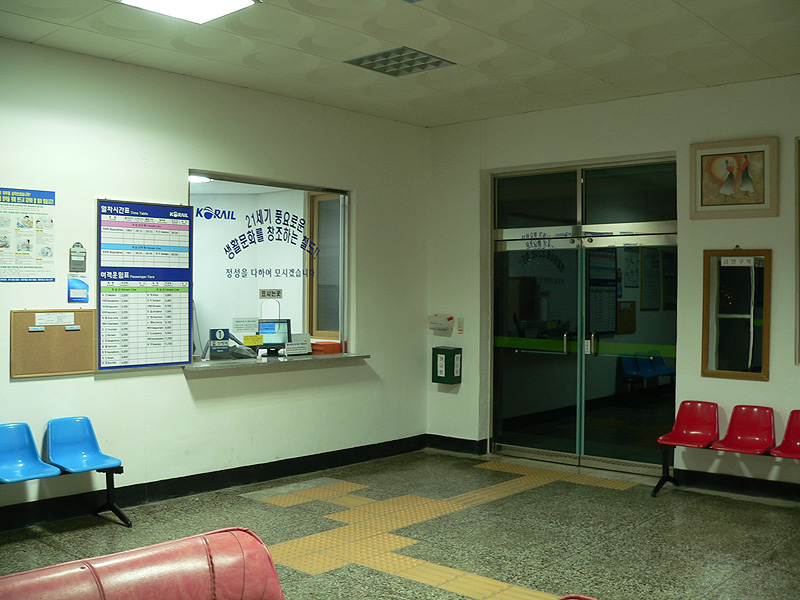
车站站舍内部

## 相鄰車站
韩國鐵道公社
湖南線
西大田－佳水院－黑石里